# Pecado antigênico original

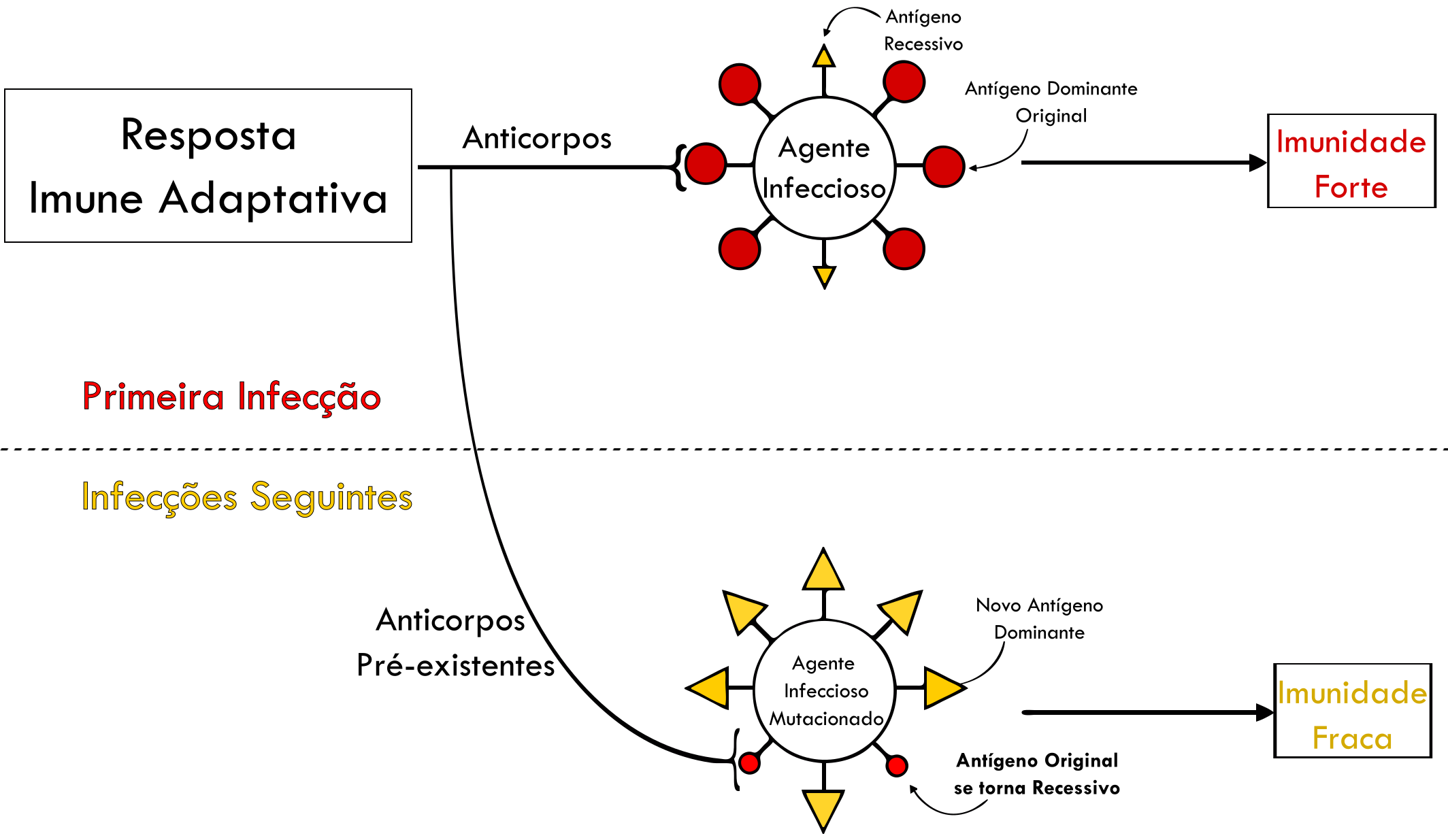
Quando o corpo encontra uma infecção pela primeira vez (é sensibilizado - parte superior da imagem), ele produz anticorpos eficazes contra seus antígenos dominantes e, assim, elimina a infecção.
Mas, quando encontra a mesma infecção em um estágio evoluído posterior, com um novo antígeno dominante, enquanto o antígeno original agora é recessivo (parte inferior da imagem), o sistema imunológico ainda produzirá os anticorpos antigos contra esse "antígeno agora recessivo" e não desenvolverá novos anticorpos contra o novo antígeno dominante. Isso resulta na produção de anticorpos ineficazes e, portanto, uma imunidade fraca.
Note que apesar da imagem se referir a uma "Primeira infecção", o pecado antigênico original também pode ser causado por uma sensibilização por vacinação, como notado por Thomas Francis no caso da Influenza.

O "pecado antigênico original" ou efeito hoskins refere à propensidade do sistema imune de dar preferência à memória imunológica com base em uma infecção prévia, na ocasião de uma nova infecção por um outro patógeno semelhante (ex: outro sorotipo de um mesmo vírus). 
O fenômeno foi descrito por Thomas Francis Jr. como modelo teórico para explicar como infecções subsequentes por Influenza são mediadas por anticorpos desenvolvidos durante a infança às primeiras exposições ao patógeno.

## Mecanismo
Durante uma infecção primária, células B de memória (linfócitos-B) de longa duração são geradas, permanecendo no corpo e protegendo contra infecções subsequentes. Essas células B de memória respondem a epítopos específicos na superfície de proteínas virais para produzir anticorpos específicos ao antígeno e podem responder à infecção muito mais rápido do que células B naïves (que não foram sensibilizadas anteriormente) conseguem responder a antígenos novos. Esse efeito reduz o tempo necessário para eliminar infecções subsequentes.
Entre infecções primárias e secundárias ou após a vacinação, um vírus pode sofrer desvio antigênico, no qual as proteínas de superfície viral (os epítopos) mudam através de mutação natural. Isso permite que o vírus escape do sistema imunológico. O vírus alterado reativa preferencialmente células B de memória de alta afinidade previamente ativadas e estimula a produção de anticorpos. No entanto, os anticorpos produzidos geralmente se ligam de maneira ineficaz aos epítopos alterados. Além disso, esses anticorpos inibem a ativação de células B naïves que poderiam produzir anticorpos mais eficazes contra o segundo vírus. Isso leva a uma resposta imunológica menos eficaz e infecções recorrentes podem demorar mais para serem eliminadas.
Associado a isso, em alguns vírus, notavvelmente os da família flaviviridae, a presença de anticorpos de infecções anteriores estão associados a formas mais graves das doenças, como na dengue, influenza e HIV, em um fenômeno denominado "ampliação dependente de anticorpos". O pecado antigênico original tem implicações importantes para o desenvolvimento de vacinas para essas enfermidades. Na dengue, por exemplo, uma vez que uma resposta contra um sorotipo foi estabelecida, é improvável que a vacinação contra um segundo sorotipo seja eficaz. Isso implica que respostas balanceadas contra todos os quatro sorotipos do vírus devem ser estabelecidas com a primeira dose da vacina.
Um fenômeno similar foi descrito em células T citotóxicas (CTL). Foi demonstrado que, durante uma segunda infecção por uma cepa diferente do vírus da dengue, as CTLs preferem liberar citocinas em vez de causar lise celular. Como resultado, acredita-se que a produção dessas citocinas aumente a permeabilidade vascular e exacerbe os danos às células endoteliais, resultando em dengue hemorrágica.